# Rondell Sondershausen

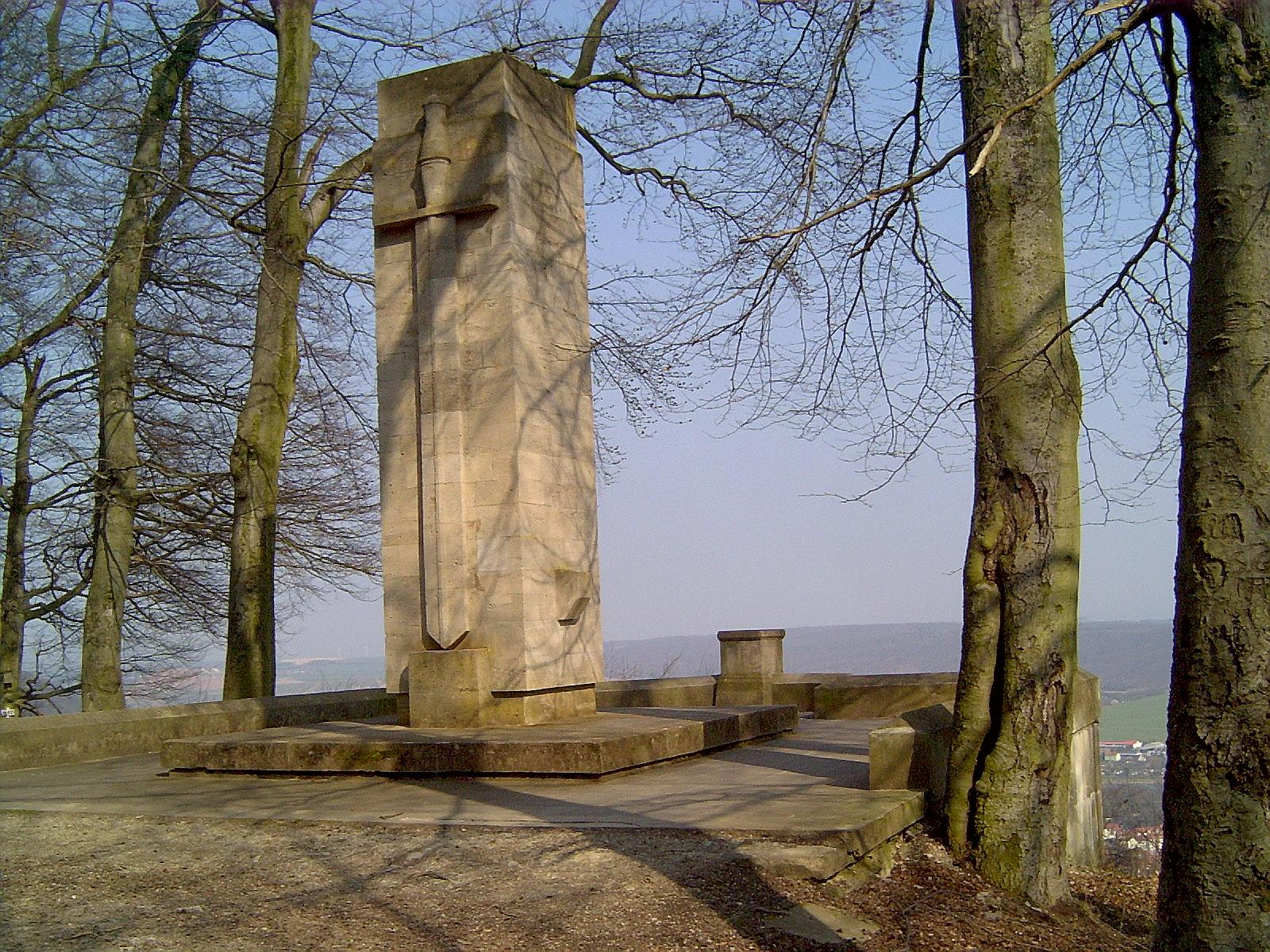
Rondell Sondershausen mit
Weltkriegs-Ehrenmal von Südosten

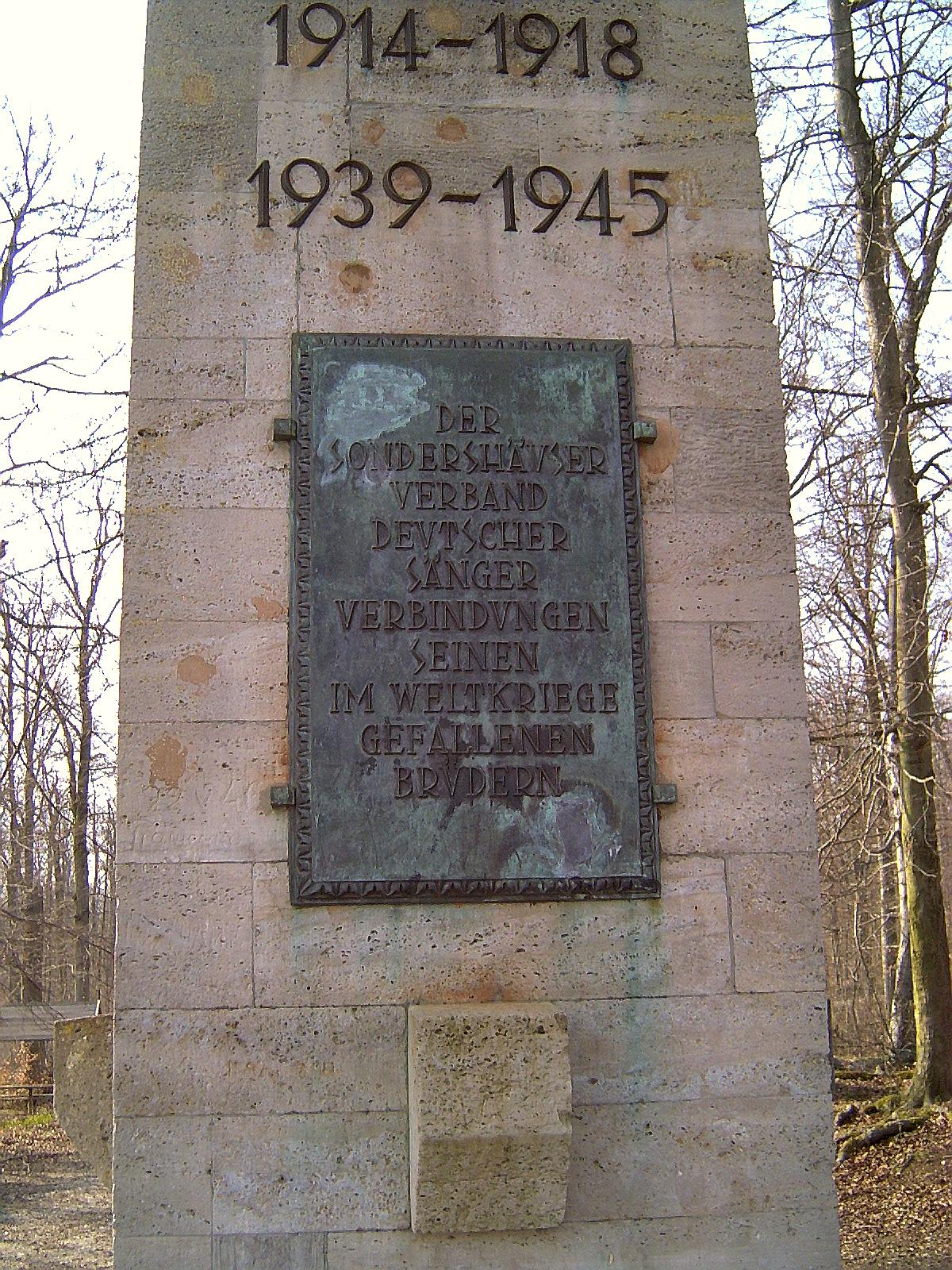
Rondell Sondershausen: Ehrenmaldetail von Norden

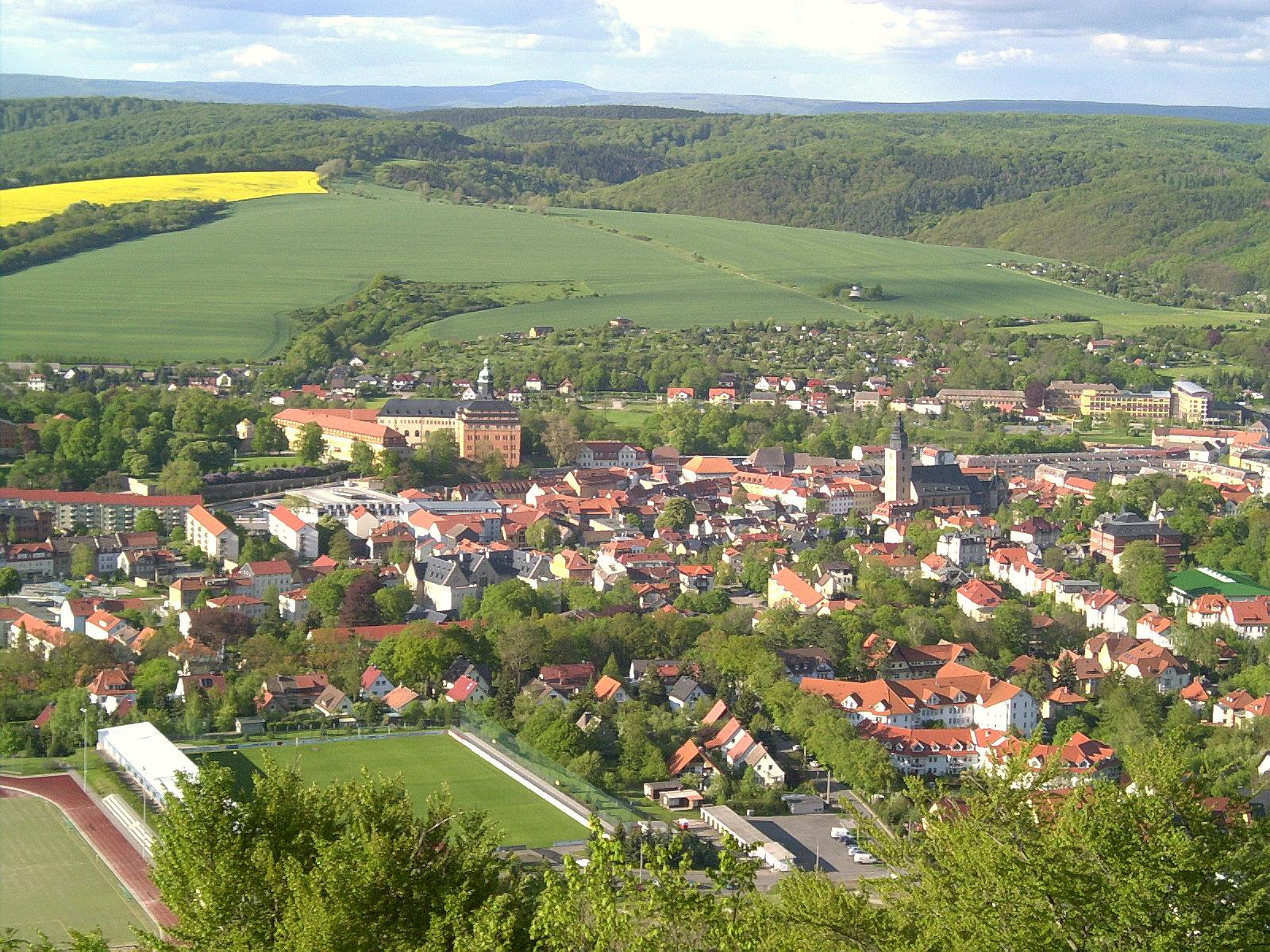
Blick vom Rondell auf Sondershausen

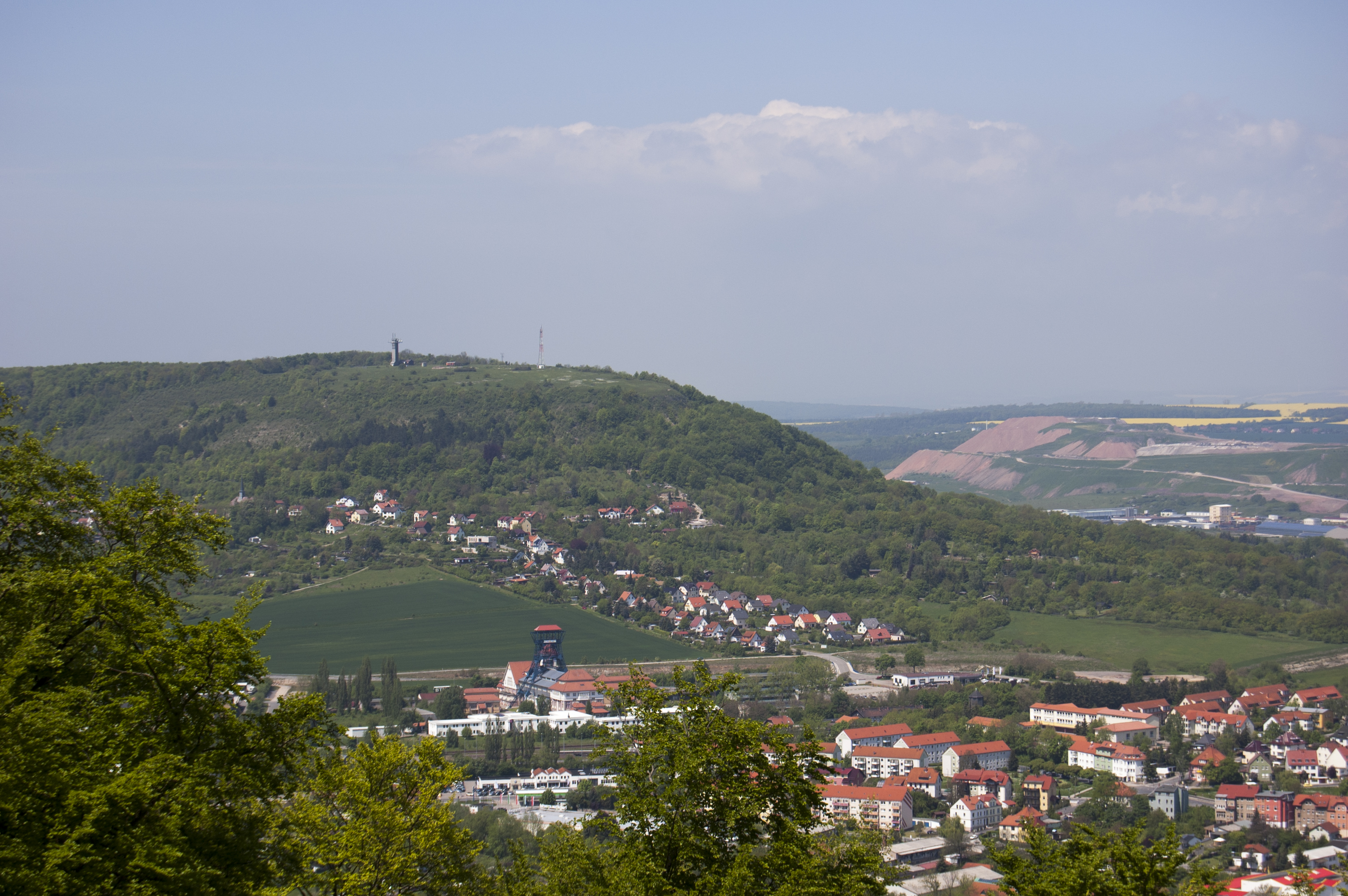
Blick vom Rondell zum Frauenberg

Das Rondell von Sondershausen ist ein 1910 errichtetes Halbrondell mit 1929 eingeweihtem Weltkriegs-Ehrenmal auf dem Höhenzug Hainleite im thüringischen Kyffhäuserkreis. Auf 390 m ü. NN gelegen dient es als Aussichtspunkt unter anderem hinab auf die Sondershausener Kernstadt und zum Harz.

## Geographische Lage
Das Rondell liegt auf der oberen Kante des nördlichen Steilabbruchs der Hainleite, der in das vom Wipper-Zufluss Bebra durchflossene Tal mit Kernstadt von Sondershausen abfällt. 1,8 km westlich des etwa 630 m nordnordöstlich vom Gipfel des Dorns (411,2 m) und auf 394 m Höhe gelegenen Rondells befindet sich Bebra an der Bebra und 2 km östlich Jecha an der Wipper, zwei Stadtteile von Sondershausen.
In Süd-Nord-Richtung betrachtet führt vom Sondershausener Ortsteil Oberspier vorbei am Gebäudeensemble Possen zum Rondell im Norden ein Straßenzug, der überwiegend gerade verläuft, 5,2 km lang ist und in Verlaufsrichtung betrachtet Possenweg, Kastanienallee und Possenwaldstraße (oder Dornallee) heißt; vorbei am Rondell führt der Waldweg Prinzessinnenweg.
Etwa 470 m ostsüdöstlich des Rondells liegt der Spatenberg (366,1 m) mit dem Spatenbergturm. Auf dem zum Aussichtsturm führenden Kammweg (Göldner-Rundweg) sind Abrissklüfte und Felsspalten zu sehen, die ursächlich durch das Erdbeben vom 25. Januar 1348 hervorgerufen sein könnten.

## Rondell mit Ehrenmal

### Rondell
Bereits 1854 muss an diesem Aussichtspunkt ein hölzerner Pavillon oder etwas Ähnliches vorhanden gewesen sein. Aus diesem Jahr ist in überlieferten Akten zu lesen, dass der Sondershäuser Fürst eine Rechnung über Zimmerarbeiten auf dem Rondell bezahlte. Das Halbrondell wurde 1910 auf einem steinernen Plateau im Auftrag des Sondershäuser Verkehrs- und Verschönerungsvereins errichtet. Die Anregung dazu gab der Vorsitzende des Sondershäuser Harz-Klub-Vereins Otto Burkhardt (1869–1956).

### Ehrenmal
Das auf dem Rondell stehende Ehrenmal besteht aus einer quadratischen Säule aus Muschelkalkstein. Es erinnert an in beiden Weltkriegen gefallene Soldaten des „Sondershäuser Verbandes Akademisch-Musikalischer Verbindungen“.
Der Entschluss, bei Sondershausen ein Ehrenmal zu errichten, wurde auf dem Verbandsfest 1926 in Königsberg gefasst. Dazu wurde ein Fest-Haupt-Ausschuss mit dem Vorsitzenden Professor Karl Friesland aus Hannover berufen. Zuerst wurde an ein einfaches Steinkreuz gedacht, welches auf dem Frauenberg in einem Ehrenhain stehen sollte. Dann gab es den Vorschlag, den unteren Bereich des Spatenbergturmes auf dem Spatenberg zu einer Gedenkstätte zu gestalten. Der Sondershäuser Bürgermeister Schlufter entschied mit, dass der günstigste Ort für die Aufstellung des Denkmals das Rondell wäre. Nachdem man schon einen Granitblock (3,60 m Höhe) aus dem Harz gekauft hatte, fiel die Entscheidung für „ein Denkmal mit schlichtem quaderartigem Aufbau aus bodenständigem Kalkstein“. Der Aufbau des Denkmals begann im September 1928. Zum 3. Großen Verbandsfest am Pfingstsonntag, dem 19. Mai 1929, wurde das Ehrenmal feierlich eingeweiht.
Auf der Säulennordseite befindet sich als Aufschrift: „1914–1918“ und „1939–1945“. Darunter folgt eine Tafel mit Text: „Der Sondershäuser Verband Deutscher Sänger Verbindungen / Seinen im Weltkriege gefallenen Brüdern“.

## Aussichtspunkt
Das Rondell bietet in nördliche Richtungen gute Aussichtsmöglichkeiten: Der Blick fällt auf die etwa 200 m tiefer im Tal der Bebra liegende Kernstadt von Sondershausen im Norden und das nordöstlich davon verlaufende Tal der Wipper mit der jenseits davon gelegenen Windleite, zum Frauenberg (Hainleite) im Nordwesten, zum Kyffhäusergebirge im Ostnordosten und zum Harz mit dem Brocken im Nordnordwesten.

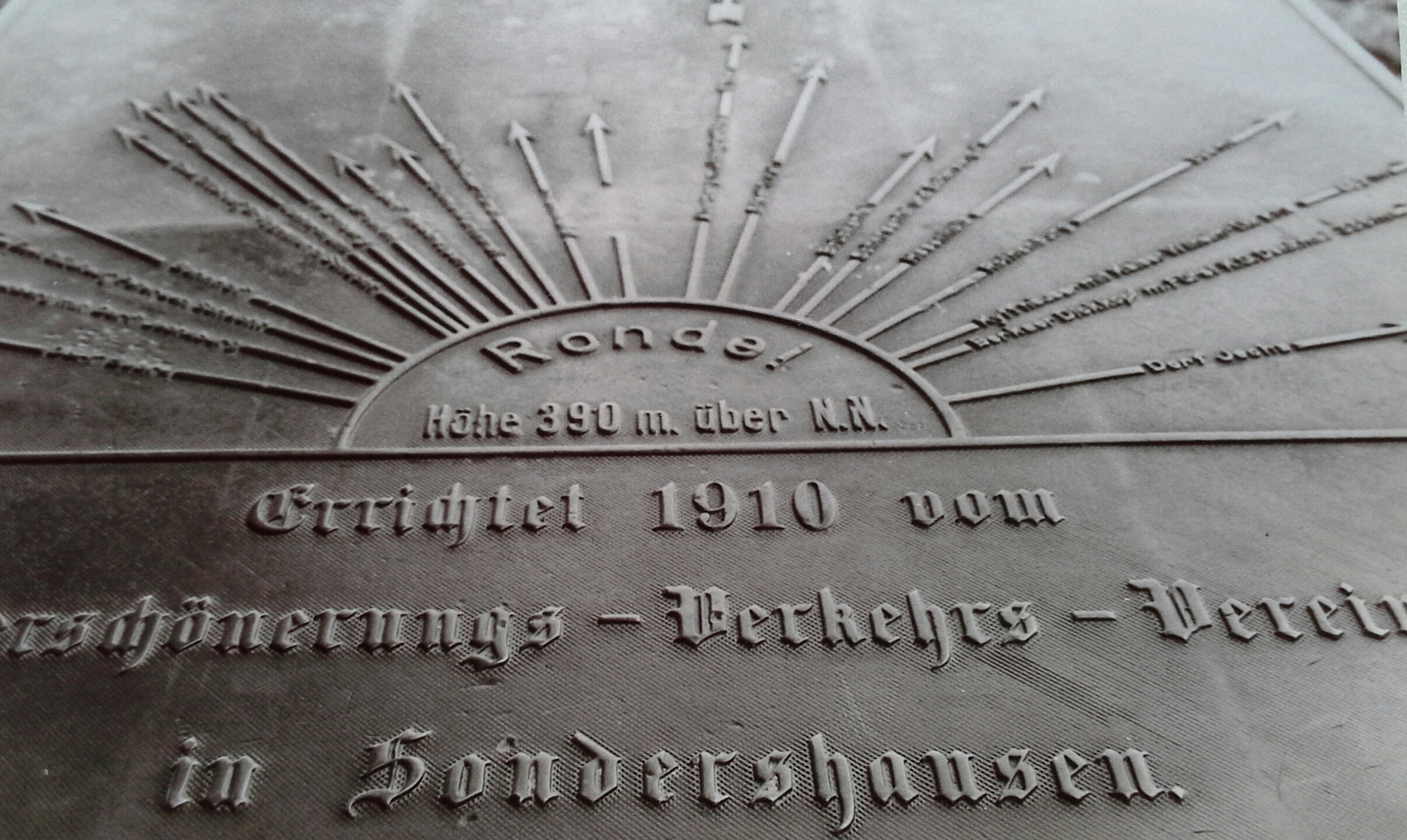
Die Pfeiltafel auf dem Rondell

Auf dem hangseitigen Plateaurand wurde in der nördlichen Mitte des Rondells eine Sandsteinsäule mit einer Pfeiltafel aufgestellt, auf der Sichtziele mit Entfernungen in Meilen und die Rondellhöhenangabe (390 m ü. NN) angegeben sind.

## Allgemeine Quellen
- Helmut Köhler: „Zum SV-Ehrenmal“. In: Sondershäuser Heimatecho (Amtsblatt der Stadt Sondershausen), Hefte 7/2005, 8/2005, 12/2005.